# مشت ناگهانی (فیلم ۲۰۱۱)
مشت ناگهانی (به انگلیسی: Sucker Punch) عنوان فیلمی است آمریکایی با ژانر اکشن و فانتزی استیم‌پانک که در تاریخ ۲۵ مارس سال ۲۰۱۱ اکران شد. کارگردان این فیلم زک اسنایدر است.